# الدوري الشمالي الممتاز 1983–84
الدوري الشمالي الممتاز 1983–84 هو موسم من دوري الشمال الممتاز ‏. فاز فيه نادي بارو.